# Ooltewah (Tennessee)
Ooltewah es un lugar designado por el censo ubicado en el condado de Hamilton en el estado estadounidense de Tennessee. En el Censo de 2010 tenía una población de 687 habitantes y una densidad poblacional de 288,32 personas por km².

## Geografía
Ooltewah se encuentra ubicado en las coordenadas 35°4′22″N 85°3′2″O / 35.07278, -85.05056. Según la Oficina del Censo de los Estados Unidos, Ooltewah tiene una superficie total de 2.38 km², de la cual 2.38 km² corresponden a tierra firme y (0%) 0 km² es agua.

## Demografía
Según el censo de 2010, había 687 personas residiendo en Ooltewah. La densidad de población era de 288,32 hab./km². De los 687 habitantes, Ooltewah estaba compuesto por el 90.1% blancos, el 3.2% eran afroamericanos, el 0% eran amerindios, el 1.31% eran asiáticos, el 0% eran isleños del Pacífico, el 3.78% eran de otras razas y el 1.6% pertenecían a dos o más razas. Del total de la población el 8.88% eran hispanos o latinos de cualquier raza.